# Największy postęp LNB Pro A
Największy postęp LNB Pro A – nagroda koszykarska przyznawana corocznie zawodnikowi, który poczynił największy postęp w swojej grze, w stosunku do poprzedniego sezonu, we francuskiej lidze najwyższego poziomu LNB Pro A. Nagroda przyznawana w latach 2008–2017.

## Laureaci

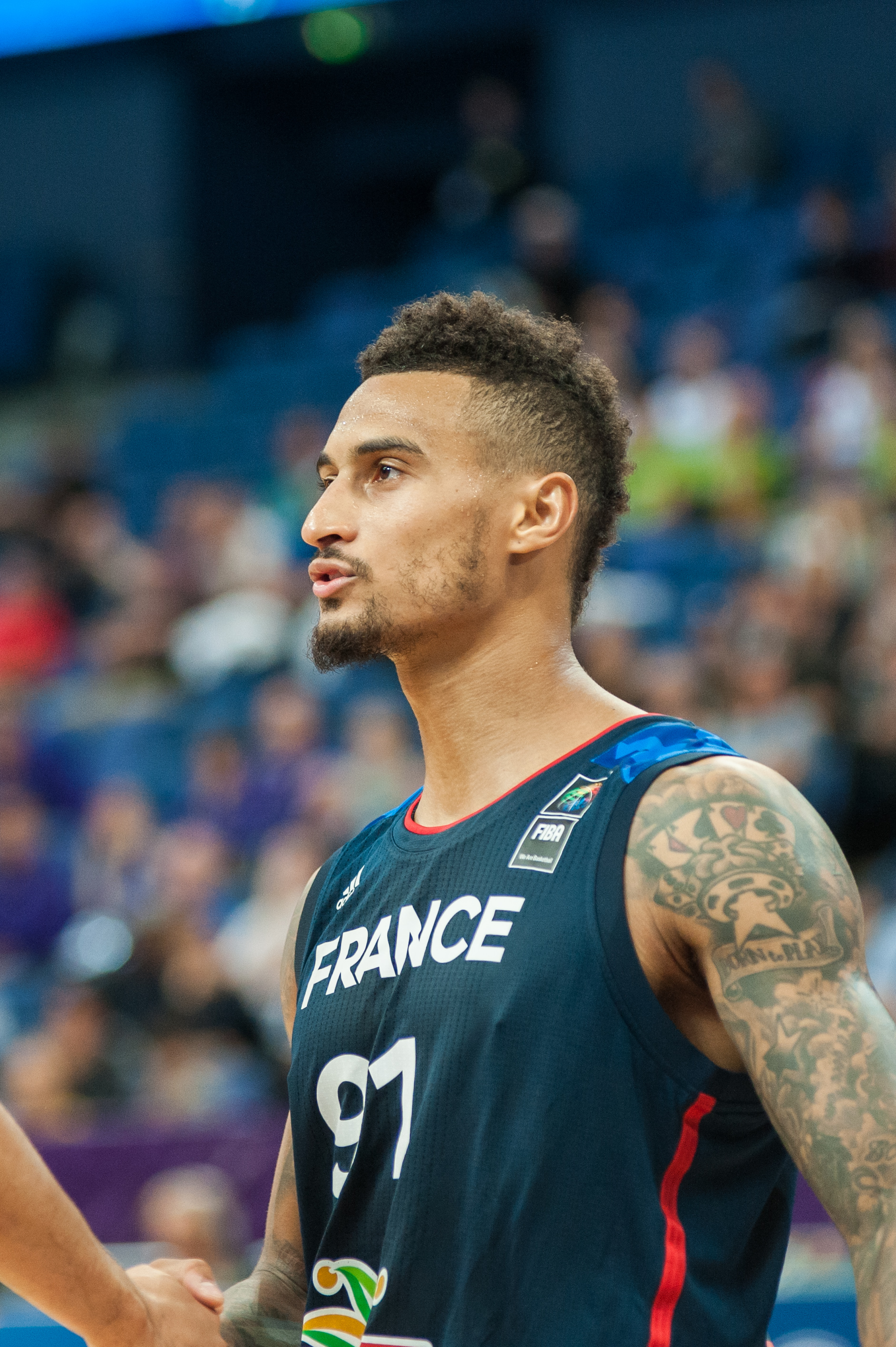
Obrońca Edwin Jackson został laureatem nagrody w 2013

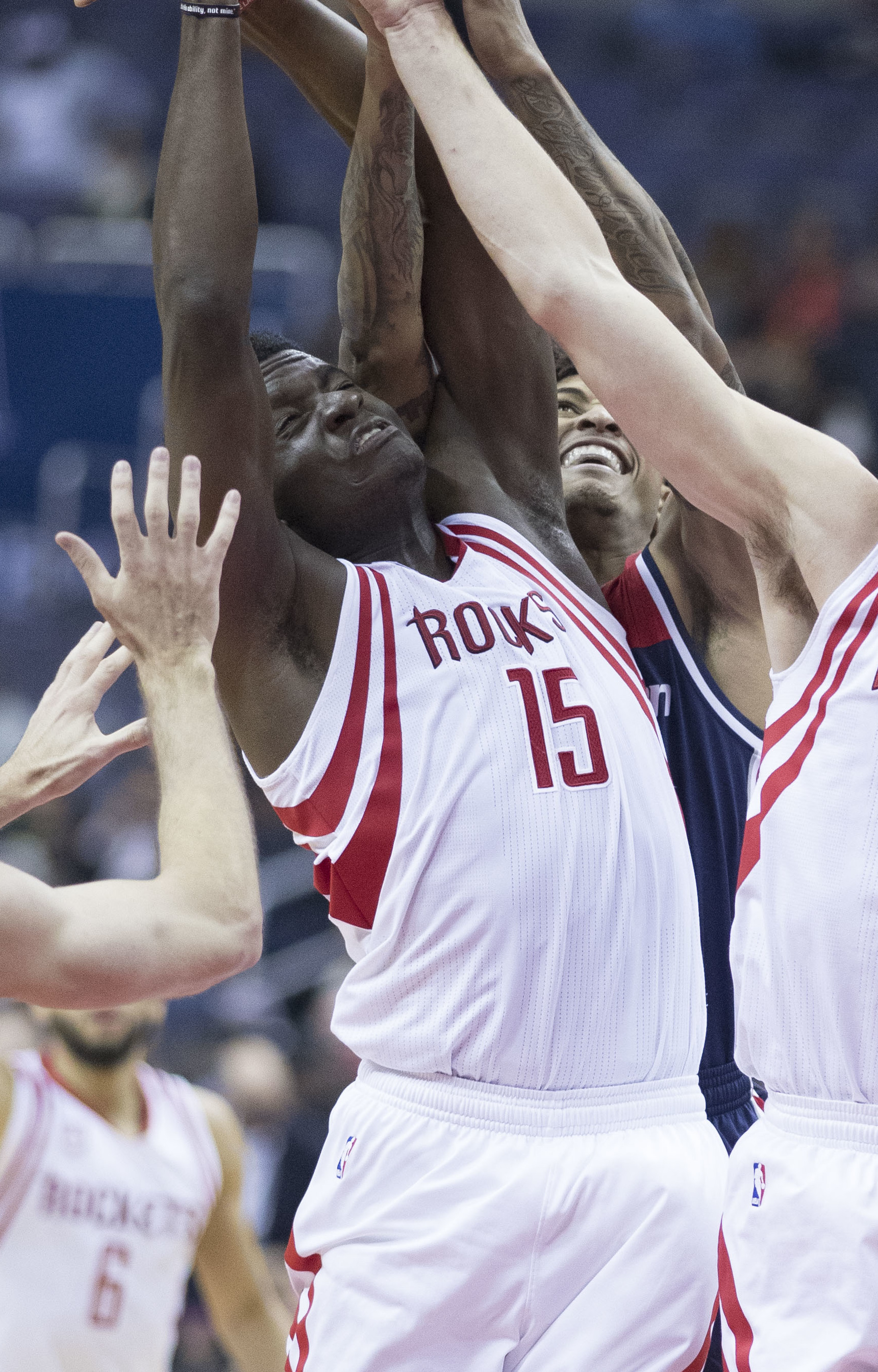
Clint Capela został pierwszym Szwajcarem, który zdobył nagrodę (2014)

|              | oznacza nadal aktywnego zawodnika Pro A                                                        |
|              | zawodnik wprowadzony do Koszykarskiej Galerii Sław FIBA lub Koszykarskiej Galerii Sław Francji |
| Zawodnik (X) | cyfra oznacza kolejną nagrodę, uzyskaną przez tego samego zawodnika                            |

| Sezon   | Zawodnik          | Pozycja  | Narodowość | Zespół        | Przy.  |
| ------- | ----------------- | -------- | ---------- | ------------- | ------ |
| 2007–08 | Nando de Colo     | obrońca  | Francja    | Cholet        | [ 1 ]  |
| 2008–09 | Rodrigue Beaubois | obrońca  | Francja    | Cholet        | [ 2 ]  |
| 2009–10 | Kevin Seraphin    | środkowy | Francja    | Cholet        | [ 3 ]  |
| 2010–11 | Evan Fournier     | obrońca  | Francja    | Poitiers      | [ 4 ]  |
| 2011–12 | Evan Fournier (2) | obrońca  | Francja    | Poitiers      | [ 5 ]  |
| 2012–13 | Edwin Jackson     | obrońca  | Francja    | ASVEL         | [ 6 ]  |
| 2013–14 | Clint Capela      | środkowy | Szwajcaria | Cholet        | [ 7 ]  |
| 2014–15 | Benjamin Sene     | obrońca  | Francja    | SLUC Nancy    | [ 8 ]  |
| 2015–16 | Wilfried Yeguete  | obrońca  | Francja    | Pau-Orthez    | [ 9 ]  |
| 2016–17 | Paul Lacombe      | obrońca  | Francja    | SIG Strasburg | [ 10 ] |